# Hája bint al-Husajn
Hája bint al-Husajn (* 3. května 1974, Ammán, Jordánsko) je bývalá manželka premiéra Spojených arabských emirátů a dubajského emíra Muhammada bin Rašíd Al Maktúma.

## Život
Otcem Háji byl někdejší král Jordánska Husajn I. Jejím polovičním bratrem je současný jordánský král Abdalláh II.
Hája vystudovala v Oxfordu a má blízko k britské královské rodině.
Za dubajského emíra Al-Maktúma se provdala roku 2004. Mají spolu dvě děti, dceru Džalilu (*2007) a syna Zaída (*2012).
Hája působila při Mezinárodním olympijském výboru a jako ambasadorka potravinového programu OSN.
V únoru 2013, když se konal turnaj WTA v Dubaji, předávala vítěznou trofej české tenistce Petře Kvitové.

### Útěk ze SAE
V roce 2019 ze Spojených arabských emirátů uprchla a žije ve Velké Británii.
Al-Maktúm měl šest manželek a třicet dětí. V roce 2018 se z Al-Maktúmovy rodiny pokusila uprchnout dcera Latífa, v roce 2000 dcera Šamsa. Ani jedné se útěk do zahraničí nezdařil, byly odvlečeny zpět do SAE.
V březnu 2020 britský soud dospěl k závěru, že šejk nařídil únos svých dvou dospělých dcer a zorganizoval i zastrašovací kampaň vůči bývalé manželce Háje.